# ただノーと言おう

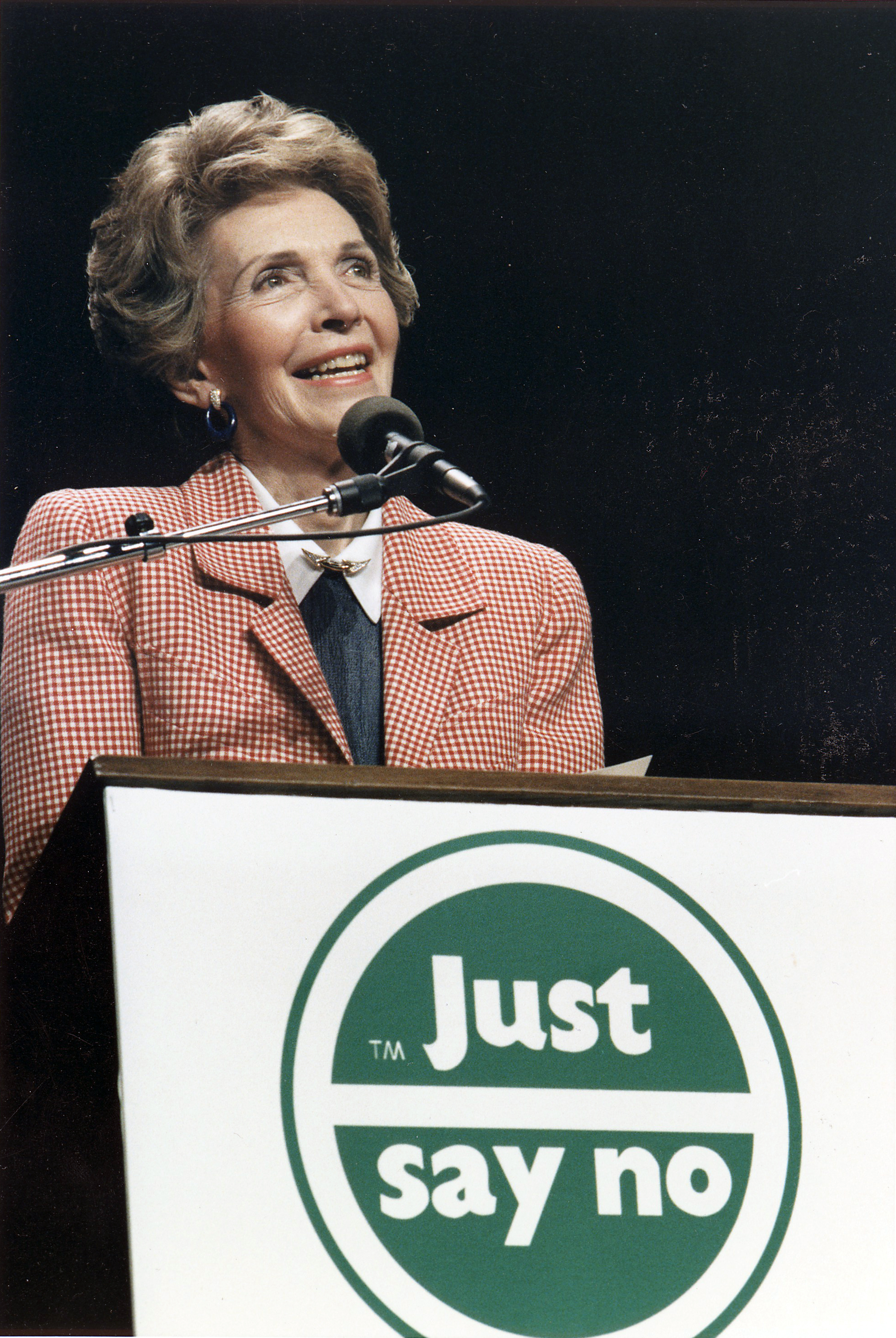
1987年5月13日にロサンゼルスで「Just Say No」のスピーチを行うナンシー・レーガン

「ただノーと言おう 」（英語: Just Say No）とは、1980年代のアメリカ合衆国を中心に展開されたドラッグ撲滅の広告キャンペーン、およびそのスローガンである。
ノーと言える様々な方法を提供することで、子供たちが気晴らしのためにドラッグを使用するのを思いとどまらせることを目指した。
このスローガンは、アメリカ合衆国大統領ロナルド・レーガンの夫人で、ファーストレディであるナンシー・レーガンが発案・後援した。

## 始まり
「Just Say No」の広告キャンペーンは、テキサス州ヒューストンのヒューストン大学の社会心理学教授であったリチャード・E・エヴァンスが1970年代に開始し、アメリカ国立衛生研究所に支持された薬物乱用防止プログラムから発足した。エヴァンスの社会免疫モデルには、仲間からの強要やそのほかの社会的影響に抵抗するためのスキルを向上させる指導も含まれる。アメリカ全土で学生が行った大学のプロジェクトもキャンペーンに関係していた。
ナンシー・レーガンは、1980年の大統領選キャンペーンの一環で、ニューヨーク州デイトップを訪問したときに、若者にドラッグの危険性について教育する必要性を考えるようになった。彼女は1981年に「ドラッグがあなた方のお子さんに何をもたらす可能性があるのかを理解し、仲間からの圧力を理解し、彼らがドラッグに依存する理由を理解することは･･･問題解決の第一歩になります」と述べた。

## アメリカの国内外における取り組み

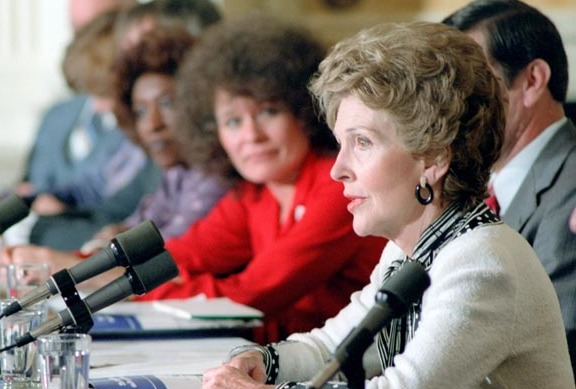
ナンシー・レーガンは1985年にホワイトハウスで「ファーストレディ会議」を開催した

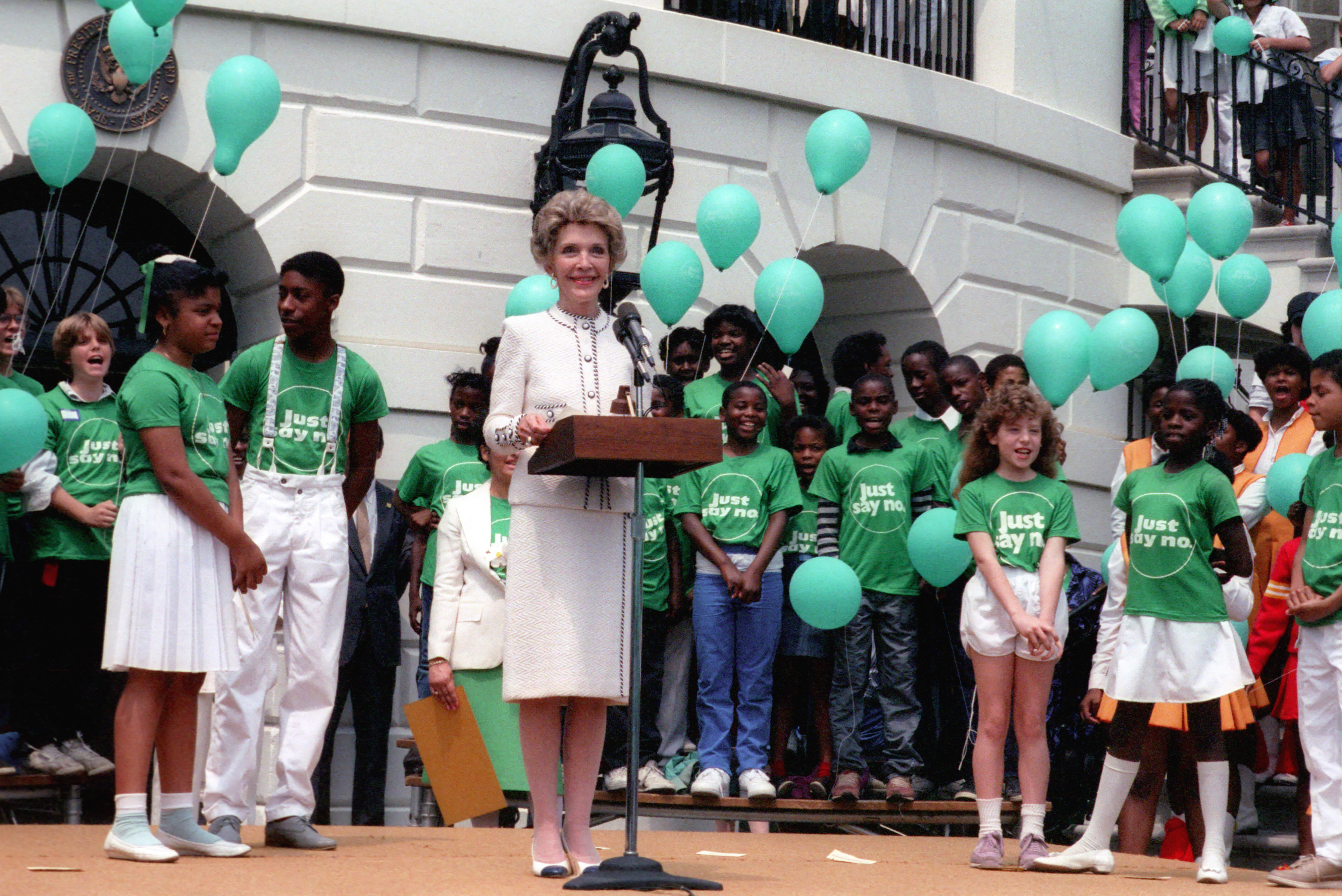
1986年の「Just Say No」集会におけるナンシー・レーガン

「Just Say No」のフレーズは、ナンシーがカリフォルニア州オークランド市内のロングフェロー小学校を訪れた際に、最初に使用された。1982年に、女子児童からドラッグを提供された場合にどういった対処をすればいいかと聞かれた彼女は「Just Say No（ただノーと言おう）」と返答した。学校内の「Just Say No」のクラブ組織や反ドラッグプログラムの学校運営は、その後すぐに一般的になり、若者たちはこういった学校でドラッグの誘惑に負けない誓いを立てた。
キャンペーンにおける自身の取り組みについて尋ねられたときにナンシーは「あなたがたった1人の子どもを救えた場合、それだけの価値があります」と答えた。彼女はアメリカ国内にとどまらず、ほかの数か国も旅し、その合計は25万マイル（約40万㎞）に達した。薬物リハビリセンターや、虐待防止プログラムを訪問した。また、トークショーに出演し、公共サービス情報が掲載され、ゲストで記事を執筆した。1985年秋までに彼女は23のトークショーに出演し、『グッド・モーニング・アメリカ』の1983年10月のエピソードの共同司会者を務め、PBSの薬物乱用に関する2時間のドキュメンタリーで主演した。
また、ナンシーは1983年3月放送の『アーノルド坊やは人気者』のエピソードに出演し、反ドラッグキャンペーンについて話すために学校を訪れる彼女自身の役を演じた。1985年にロックのミュージックビデオ『ストップ・ザ・マッドネス』のスポンサーになった。
1988年に発売されたラトーヤ・ジャクソンのアルバム『ラトーヤ』には「Just Say No」が収録されている。
1985年からナンシーはキャンペーンの国際的展開を図った。彼女はこの年にワシントンD.C.にあるホワイトハウスで「薬物乱用についてのファーストレディ会議」と題した会議のために、30の様々な国のファーストレディを呼び寄せた。その後、彼女はスピーチを行うために国際連合に招待された初のファーストレディになった。
アメリカ・ガールスカウト連盟の「キワニスクラブ・インターナショナル」や「ナショナル・フェデレーション・オブ・ペアレンツ・フォー・ア・ドラッグフリー・ユース」（のちのナショナル・ファミリー・パートナーシップ）もナンシーの大義を推進するために協力した。キワニスはナンシーの肖像とスローガンが書かれた2,000以上の看板を設置した。アメリカ国内外の5,000以上にのぼる学校や青少年団体で「Just Say No」のクラブが設立された。多くのクラブや組織が現在もまだアメリカ全土で活動を続けており、幼児やティーンエイジャーにドラッグの影響について教育することを目的としている。
「Just Say No」は1986年のBBCによる「Drugwatch」キャンペーンを契機に、海を越えてイギリスまで波及した。これは子ども向けの人気テレビドラマ『グランジヒル』における、ヘロインの依存症のストーリーを中心に展開した。出演者たちがオリジナルのアメリカのキャンペーンソングにラップを追加してカバーした「Just Say No」はイギリスのトップ10にランクインした。

## 効果

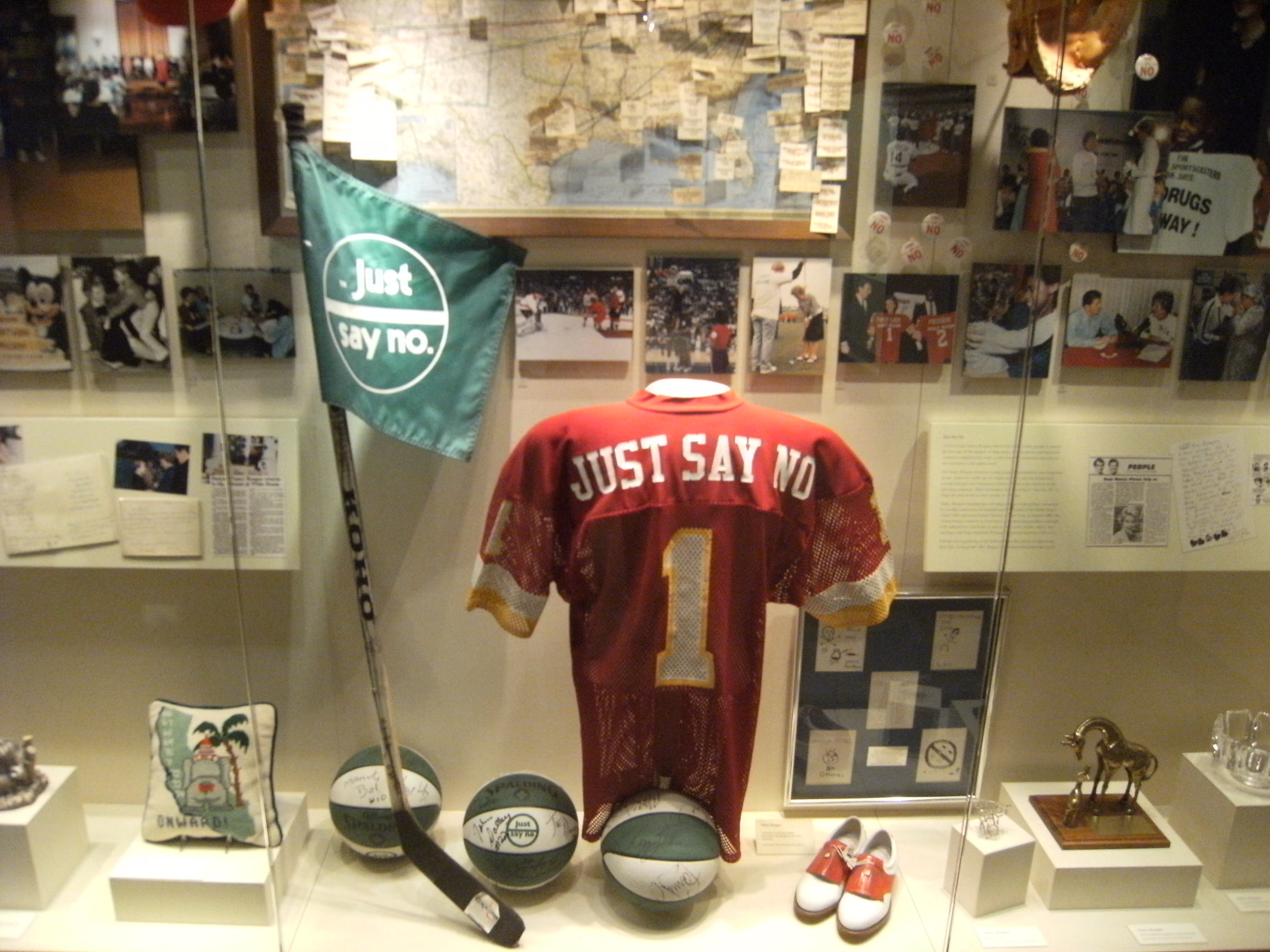
レーガン大統領図書館に飾られている記念品「Just Say No」

ナンシー・レーガンの一連の努力はドラッグ使用についての国民の意識を向上させ、ロナルド・レーガンのアメリカ合衆国大統領任期中に気晴らしのためのドラッグ使用または乱用が大幅に減少したものの、ドラッグの使用の減少と「Just Say No」キャンペーンの直接的な関係を確立することができなかった。ミシガン大学の社会調査研究所が行った調査によると、違法薬物を使用する若者が1980年代に減少した。マリファナを使用する高校の最上級生の割合が1978年に50.1%だったのが、1987年に36.1%に低下し、1991年には12%にまで低下した。他のドラッグを使用する生徒の割合も同様に減少した。幻覚剤の使用は11%から6%に、コカインの使用は12%から10%に、ヘロインの使用は1%から0.5%に低下した。キャンペーンに対する批判は少なからず存在した。一部の評論家はドラッグに対する意識を向上させるためのナンシー・レーガンの取り組みについて、不完全なキャッチフレーズが原因で解決策が単純化されてしまったとの烙印を押した。